# Seillac
Seillac foi uma comuna francesa na região administrativa do Centro, no departamento Loir-et-Cher. Estendia-se por uma área de 9,29 km². Em 2010 a comuna tinha 84 habitantes (densidade: 9 hab./km²).
Em 1 de janeiro de 2017, passou a formar parte da comuna de Valloire-sur-Cisse.